# 根回し
根回し（ねまわし）とは、樹木を移植するに先立ち準備する一連の作業のこと。転じて、物事を行う際に事前に関係者からの了承を得ておくこと（下打ち合わせや事前交渉などの段取り）を指す言葉ともなった。

## 樹木の移植に関する根回しの作業
成長した樹木を移植する場合、根系を傷めることから、活着できずに枯死したり生育不良に陥る場合が多い。これを避けるために、半年前から1年程度前に、根元近くの太い根を切断し、切断部周辺から活発な新しい根の生育を促す。新しい根は、水分や養分をより活発に吸収することから、移植先でも活着することが期待できる。根切りの部位は適切に判断しないと、移植する前に樹木が衰微することもあるので、慎重に行う必要がある。

## 国家の政策決定や企業の経営方針立案での根回し
2010年代のアメリカ合衆国には、政・官・財関係者の間での根回し、ロビー活動を行うロビイストが約3万人存在する。